# Ludomir Danilewicz

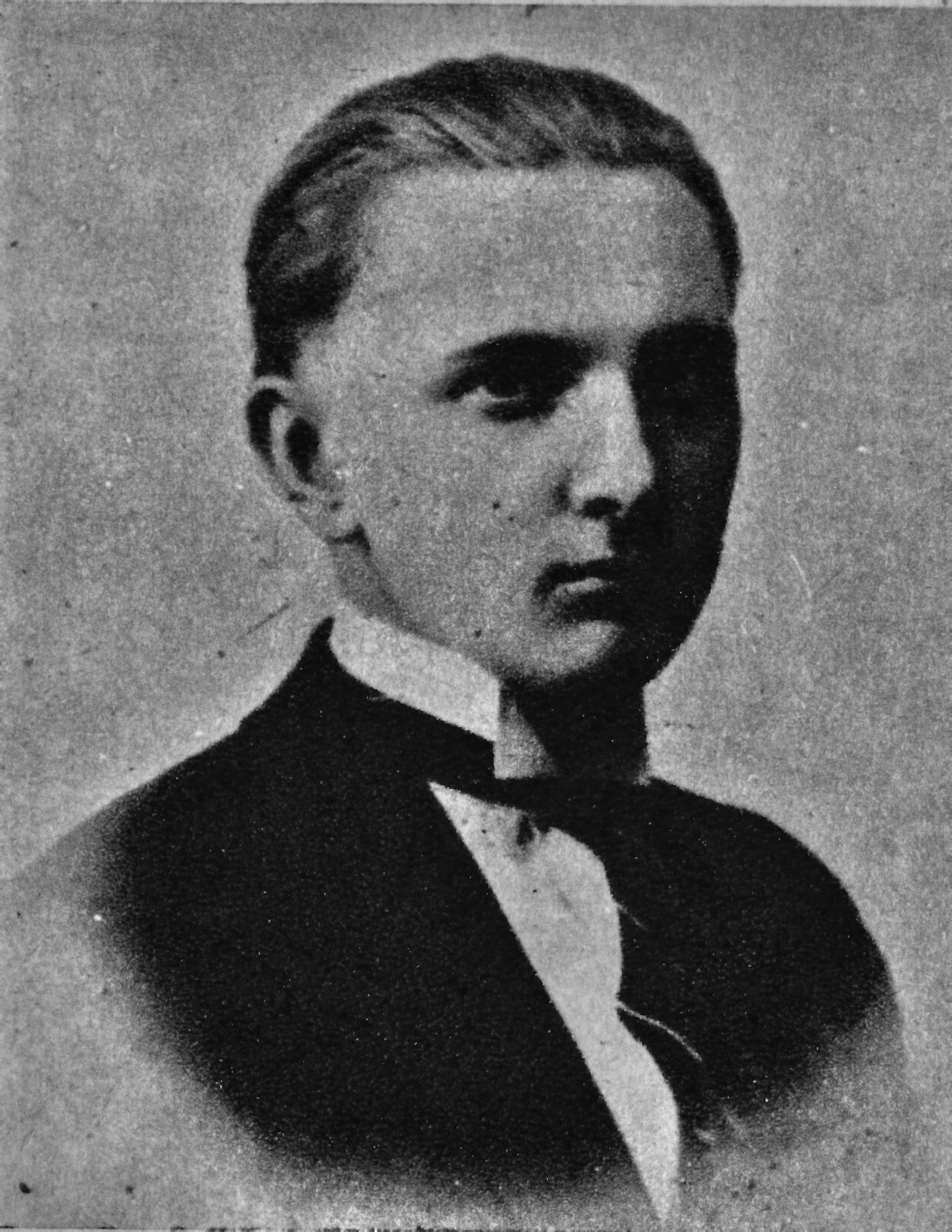
Ludomir Danilewicz (ca. 1935)

Ludomir Danilewicz (* 15. Mai 1904 in Sosnowiec; † 25. Februar 1971 in London) war ein polnischer Ingenieur und Funkamateur. Er gründete zusammen mit seinem jüngeren Bruder Leonard Danilewicz sowie mit Edward Fokczyński und Antoni Palluth im Jahr 1929 die Wytwórnia Radiotechniczna AVA (deutsch: Funktechnische Fabrik AVA), ein kleines Unternehmen mit Sitz in der polnischen Hauptstadt Warschau, das sich auf die Herstellung besonderer elektromechanischer und funktechnischer Geräte für das Biuro Szyfrów (BS) (deutsch: „Chiffrenbüro“) des polnischen Generalstabs spezialisierte.

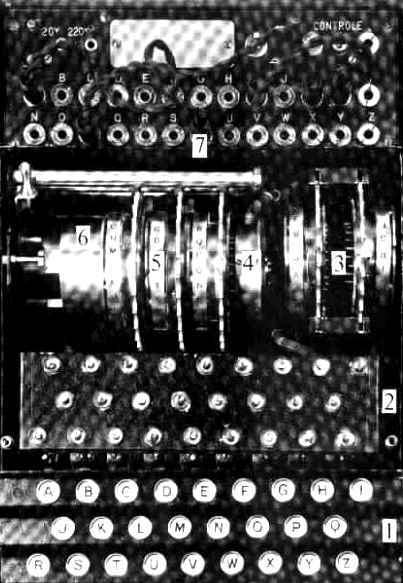
Beim polnischen Enigma-Nachbau waren Tasten (1), Lampen (2) und Steckbuchsen (7), wie bei der deutschen Enigma-C, einfach alphabetisch angeordnet.

Die drei Buchstaben „AVA“ für ihre neue Firma bildeten die jungen Firmengründer als begeisterte Funkamateure als Kombination aus ihren Amateurfunkrufzeichen „TPAV“ von Ludomir und Leonard Danilewicz sowie „TPVA“ von Palluth. Zu dieser Zeit, im Jahr 1929, hatte Ludomir seine Ausbildung zum Ingenieur noch nicht beendet, sondern er war noch Student an der Technischen Universität Warschau. Später, in den 1930er-Jahren, entwickelte und fertigte er zusammen mit den drei anderen Firmengründern sowie einigen weiteren AVA-Mitarbeitern, wie dem Feinmechaniker Czesław Betlewski, wichtige kryptanalytische Maschinen für das Chiffrenbüro BS, wie das Zyklometer und die Bomba, die gegen die deutsche Enigma-Maschine gerichtet waren. Darüber hinaus stellten sie auch Nachbauten der deutschen Maschine her.
Im September 1939 musste er den deutschen Überfall auf sein Land erleben, der den Zweiten Weltkrieg auslöste. Wie auch die anderen Mitarbeiter des AVA-Werks und des BS, musste er vor der anrückenden Wehrmacht flüchten. Vermutlich ging er, wie auch die meisten seiner Kollegen, zunächst über Rumänien nach Frankreich und schließlich nach England. Ludomir und sein Bruder Leonard überlebten den Krieg. Es existiert ein gemeinsames US-Patent 3,143,290 der Danilewicz-Brüder mit dem Titel „Rotary Converter“ vom 4. August 1964, in dem als sein Wohnort der Londoner Stadtteil Wembley Park angegeben ist.
Seit 1927 war er mit der polnischen Schriftstellerin Maria Danilewicz-Zielińska (1907–2003) verheiratet.